# Aztalan State Park

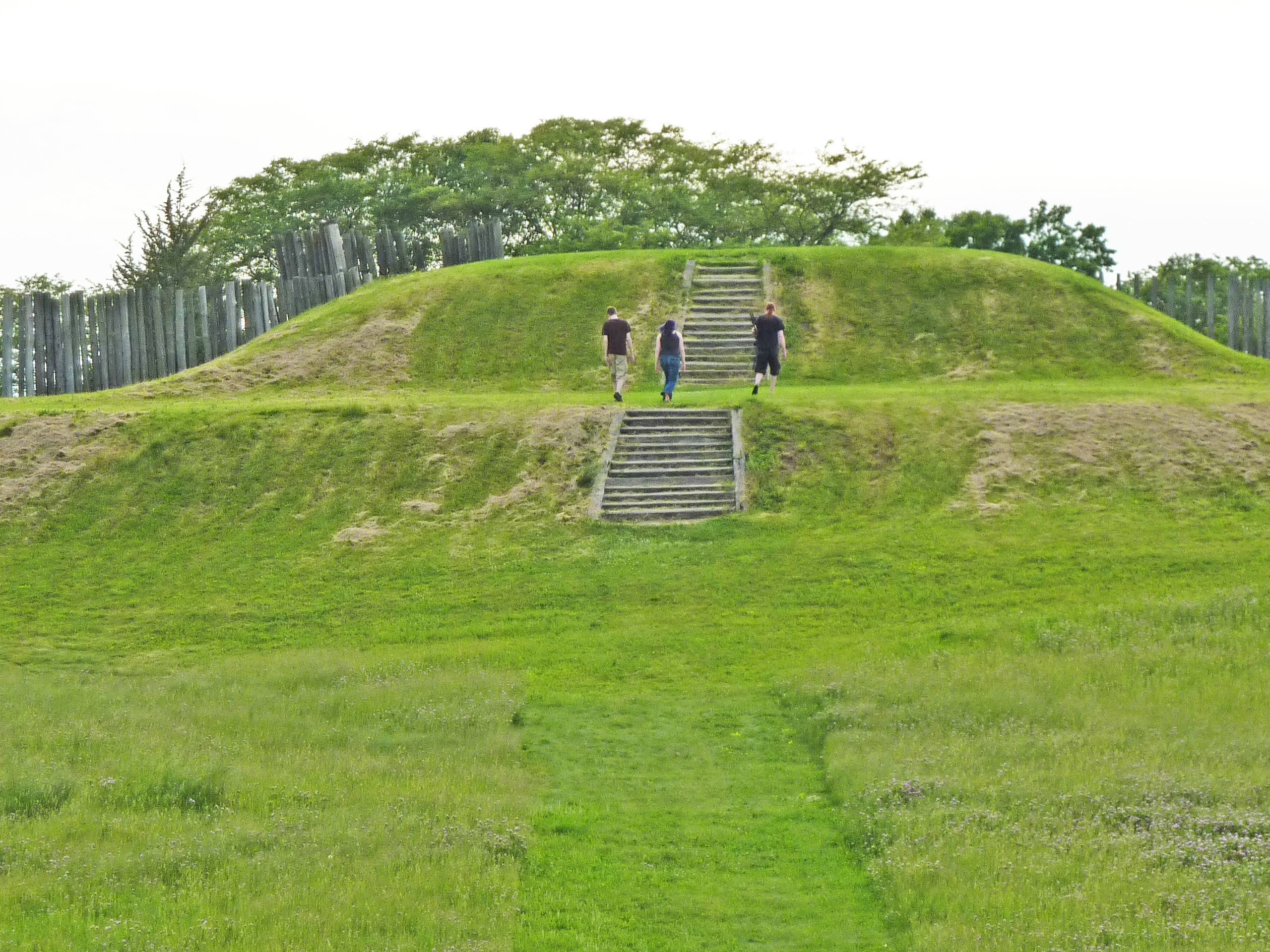
Plattformen, i bakgrunden syns rekonstruerade pallisader.

Aztalan State Park är ett skyddat fornminne i Wisconsin i USA som bevarar en stad och en helgad plats av Mississippikulturen.
Staden som existerade mellan 900-talet och 1300-talet hade uppskattningsvis upp till 500 invånare. Den centrala delen var skyddad genom en fortifikation och dessutom består fornminnet av en hög plattform. På plattformen hittades rester av ett tempel och i staden fanns även en pyramid samt mindre högar för astronomiska ändamål. Bredvid ringmuren upptäcktes rester av skulpturer som föreställde fåglar, kaniner och kräldjur.
Liknande fornminnen hittades dessutom på Rock Lakes grund som ligger cirka 5 km västerut.
Ruinerna upptäcktes 1835 av landägaren Timothy Johnson. Året 1837 fick platsen sitt nuvarande namn av N. F. Hyer i samband med den första noggranna kartläggningen. Hyer inspirerades av Alexander von Humboldt som hade upptäckt att aztekerna kallade landet där de kom ifrån för Aztlán. Platsen skyddades först 1912 och flera betydande föremål gick förlorade.
I nyare avhandlingar förespråkar arkeologerna teorin att Aztlán inte är identisk med Aztalan State Park.